# Chełmce (gromada w powiecie inowrocławskim)
Chełmce – dawna gromada, czyli najmniejsza jednostka podziału terytorialnego Polskiej Rzeczypospolitej Ludowej w latach 1954–1972.
Gromady, z gromadzkimi radami narodowymi (GRN) jako organami władzy najniższego stopnia na wsi, funkcjonowały od reformy reorganizującej administrację wiejską przeprowadzonej jesienią 1954 do momentu ich zniesienia z dniem 1 stycznia 1973, tym samym wypierając organizację gminną w latach 1954–1972.
Gromadę Chełmce z siedzibą GRN w Chełmcach utworzono – jako jedną z 8759 gromad na obszarze Polski – w powiecie inowrocławskim w woj. bydgoskim, na mocy uchwały nr 24/7 WRN w Bydgoszczy z dnia 5 października 1954. W skład jednostki weszły obszary dotychczasowych gromad Chełmce, Chełmiczki, Kicko, Rusinowo i Gocanowo ze zniesionej gminy Chełmce w tymże powiecie. Dla gromady ustalono 23 członków gromadzkiej rady narodowej.
31 grudnia 1959 do gromady Chełmce włączono wieś Głębokie ze znoszonej gromady Bachorce w tymże powiecie.
31 grudnia 1961 do gromady Chełmce włączono obszar zniesionej gromady Karsk w tymże powiecie.
Gromada przetrwała do końca 1972 roku, czyli do kolejnej reformy gminnej. 1 stycznia 1973 w powiecie inowrocławskim reaktywowano gminę Chełmce.